# Calamispa
Calamispa là một chi bọ cánh cứng trong họ Chrysomelidae.
Chi này được Gressitt miêu tả khoa học năm 1957.

## Các loài
Chi này gồm các loài:
- Calamispa fasciata Gressitt, 1957